# Provincia de Ninh Binh
Ninh Binh (en vietnamita: Ninh Binh) es una de las provincias que conforman la organización territorial de la República Socialista de Vietnam.

## Geografía
Ninh Binh se localiza en la región de Delta del Río Rojo (Đồng Bằng Sông Hồng). La provincia mencionada posee una extensión de territorio que abarca una superficie de 1383,7 km.

## Demografía
La población de esta división administrativa es de 918 500 personas (según las cifras del censo realizado en el año 2005). Estos datos arrojan que la densidad poblacional de esta provincia es de 663,80 habitantes por cada kilómetro cuadrado.
- Datos: Q36900
- Multimedia: Ninh Binh / Q36900